# Trilogie (album)
Trilogie is het zevende album van Acda en De Munnik, uit 2002. Het is een cd-box met daarin vijf cd's met de complete opnames van hun drie eerder gespeelde shows: Zwerf' on, Life is what happens to you while you're busy making other plans en It's only cabaret but I like it. Het bevat onder ander de volgende nummers: